# Lijek
 Ovo je glavno značenje pojma Lijek. Za film iz 1917. pogledajte Lijek (1917.).
Lijek je pripravak koji smanjuje simptome neke bolesti, sprječava je ili je iscjeljuje.
Može biti prirodnog ili sintetičkog (umjetnog) podrijetla. Najpoznatiji lijek je penicilin, napravljen oko 1930. Ako se lijek uzima nekontrolirano i iznad doze, može uzrokovati ovisnost.
Lijek može biti u obliku praha, tablete, kapsule, sirupa, itd. Većina ih je primijenjena za oralnu upotrebu. Neki se lijekovi primjenjuju na kožu (najčešće su u obliku gela ili masti), uglavnom da se spriječe kožne bolesti.
Osnovna lista lijekova je popis osnovnih lijekova, koji objavljuje Svjetska zdravstvena organizacija (WHO) od 1977. godine. To su lijekovi koji zadovoljavaju prioritetne zdravstvene potrebe stanovništva.

## Vanjske poveznice
- Agencija za lijekove i medicinske proizvode (HALMED) Hrvatska tehnička enciklopedija, portal hrvatske tehničke baštine. LZMK

- Lijekovi Hrvatska tehnička enciklopedija, portal hrvatske tehničke baštine. LZMK